# Närsjöfjärden
Närsjöfjärden är en sjö i Eskilstuna kommun i Södermanland och ingår i Norrströms huvudavrinningsområde. Sjön har en area på 2,07 kvadratkilometer och ligger 22 meter över havet. Sjön avvattnas av vattendraget Hyndevadsån, längre nedströms benämnd Eskilstunaån.

## Delavrinningsområde
Närsjöfjärden ingår i det delavrinningsområde (657665-153452) som SMHI kallar för Utloppet av Närsjöfjärden. Medelhöjden är 28 meter över havet och ytan är 22,97 kvadratkilometer. Räknas de 221 avrinningsområdena uppströms in blir den ackumulerade arean 4 033,95 kvadratkilometer. Avrinningsområdets utflöde Norrström (Eskilstunaån) mynnar i havet. Avrinningsområdet består mestadels av skog (27 procent), öppen mark (15 procent) och jordbruk (43 procent). Avrinningsområdet har 2,03 kvadratkilometer vattenytor vilket ger det en sjöprocent på 8,9 procent. Bebyggelsen i området täcker en yta av 0,83 kvadratkilometer eller 4 procent av avrinningsområdet.